# Comuna Jamu Mare, Timiș
Jamu Mare este o comună în județul Timiș, Banat, România, formată din satele Clopodia, Ferendia, Gherman, Jamu Mare (reședința) și Lățunaș. Populația totală este de 3.133 persoane.

## Localizare
În extremitatea sudică a județului Timiș, la frontiera cu Serbia. Acum Jamu Mare este capăt de linie ferată, însă până în anii 1920 a existat o linie funcțională până în Vrsac în Iugoslavia.

## Istorie
Prima atestare documentară a localității este din 1370, sub numele de "Suma". Inițial comuna a fost amplasată la distanță de 4 km de actuala amplasare a localității ce a fost denumită Fraidental până în anul 1809, începând din această dată populația a început să migreze spre actuala așezare, astfel că în anul 1909 se aniversează 100 de ani de existență localității Jamu Mare. Din anul 1919 comuna se găsește pe teritoriul iugoslav pâna în anul 1924, ulterior ea aparținând din nou teritoriului actual al României.

## Politică și administrație
Comuna Jamu Mare este administrată de un primar și un consiliu local compus din 11 consilieri. Primarul, Petre Gagea-Neaga[*], de la Partidul Național Liberal, este în funcție din octombrie 2020. Începând cu alegerile locale din 2024, consiliul local are următoarea componență pe partide politice:
|  | Partid                          | Consilieri | Componența Consiliului | Componența Consiliului | Componența Consiliului | Componența Consiliului | Componența Consiliului |
|  | ------------------------------- | ---------- | ---------------------- | ---------------------- | ---------------------- | ---------------------- | ---------------------- |
|  | Partidul Național Liberal       | 5          |                        |                        |                        |                        |                        |
|  | Partidul Social Democrat        | 4          |                        |                        |                        |                        |                        |
|  | Alianța pentru Unirea Românilor | 1          |                        |                        |                        |                        |                        |
|  | Forța Dreptei                   | 1          |                        |                        |                        |                        |                        |

Primarul comunei, Valeriu Filipiac, este membru PNL (ales în 2004 ca membru PSD). Viceprimarul Belea Sandu este membru PNL. Consiliul Local este constituit din 12 membri împărțiți astfel:
|  | Partidul Național Liberal | 6 |  |  |  |  |  |  |
|  | Partidul Social Democrat  | 4 |  |  |  |  |  |  |
|  | Partidul România Mare     | 1 |  |  |  |  |  |  |

### Localități înfrățite
- Jamu Mare este înfrățită cu localitatea Mali Zam (Jamu Mic) din Serbia.

## Demografie
Componența etnică a comunei Jamu Mare
     Români (84,57%)
     Romi (4,08%)
     Maghiari (2,15%)
     Alte etnii (1,24%)
     Necunoscută (7,97%)
Componența confesională a comunei Jamu Mare
     Ortodocși (73,8%)
     Romano-catolici (8,33%)
     Greco-catolici (5,09%)
     Baptiști (2,07%)
     Alte religii (2,4%)
     Necunoscută (8,3%)
Conform recensământului efectuat în 2021, populația comunei Jamu Mare se ridică la 2.748 de locuitori, în scădere față de recensământul anterior din 2011, când fuseseră înregistrați 2.971 de locuitori. Majoritatea locuitorilor sunt români (84,57%), cu minorități de romi (4,08%) și maghiari (2,15%), iar pentru 7,97% nu se cunoaște apartenența etnică. Din punct de vedere confesional, majoritatea locuitorilor sunt ortodocși (73,8%), cu minorități de romano-catolici (8,33%), greco-catolici (5,09%) și baptiști (2,07%), iar pentru 8,3% nu se cunoaște apartenența confesională.